# Safari (album Jovanotti)
| Recensione | Giudizio |
| ---------- | -------- |
| AllMusic   |          |
| Ondarock   |          |

Safari è l'undicesimo album in studio di Jovanotti, pubblicato il 18 gennaio 2008.

## Descrizione
L'album è dedicato alla memoria del fratello ed è stato registrato tra Los Angeles, Cortona e Milano e pubblicato in cinque diverse versioni:
- CD con dodici brani.
- CD+DVD Deluxe Edition con quindici brani e DVD con documentario La luna di giorno di Marco Ponti.
- CD+DVD Limited Edition Christmas con sedici brani.
- versione per il download su iTunes con tredici brani.
- versione su chiavetta USB da un gigabyte.

## Tracce
Edizione standard
1. Fango (con Ben Harper) – 4:34 (Lorenzo Cherubini, Michael Franti, Riccardo Onori)
2. Mezzogiorno – 4:22 (Lorenzo Cherubini, Riccardo Onori, Saturnino Celani)
3. A te – 4:25 (Lorenzo Cherubini, Franco Santarnecchi)
4. Dove ho visto te – 4:30 (Lorenzo Cherubini, Riccardo Onori, Saturnino Celani, Franco Santarnecchi)
5. In orbita – 4:33 (Lorenzo Cherubini, Saturnino Celani, Riccardo Onori)
6. Safari (con Giuliano Sangiorgi) – 4:25 (Lorenzo Cherubini, Riccardo Onori, Saturnino Celani, Giuliano Sangiorgi)
7. Temporale (con Sly & Robbie) – 5:54 (Lorenzo Cherubini, Riccardo Onori)
8. Come musica – 3:50 (Lorenzo Cherubini, Franco Santarnecchi, Riccardo Onori)
9. Innamorato – 2:38 (Lorenzo Cherubini, Saturnino Celani, Riccardo Onori)
10. Punto (con Sérgio Mendes) – 4:11 (Lorenzo Cherubini)
11. Antidolorificomagnifico – 4:26 (Lorenzo Cherubini, Bruno De Franceschi)
12. Mani libere 2008 (con Michael Franti) – 4:25 (Lorenzo Cherubini, Michael Franti, Riccardo Onori, Saturnino Celani)

Tracce bonus nella versione Deluxe
1. Come parli l'italiano
2. Nel mio tempo
3. Il gioco del mondo

Tracce bonus nella versione Limited Christmas
1. A te (Live)
2. Come musica (Live)
3. Mezzogiorno (Live)
4. Dove ho visto te (Live)

Tracce bonus nella versione di iTunes
1. Punto (Vecchio Frank Version)

EP iTunes
È disponibile inoltre sull'iTunes store un EP intitolato Safari Tour con 4 brani dal vivo.
1. A te (Live)
2. Come musica (Live)
3. Temporale (Live)
4. In orbita (Live)

## Successo commerciale
Notevole il successo di A te che si è mantenuta nella classifica Top Singoli nelle prime 3 posizioni per 25 settimane consecutive, 8 delle quali al primo posto diventando il singolo più acquistato nel 2008 in Italia.
Anche l'album ha avuto un successo da sottolineare, diventando non solo il più venduto del 2008 in Italia, ma anche uno dei più acquistati negli ultimi anni con più di 550 000 copie. L'album ha raggiunto anche la quarta posizione in Svizzera. Dalla 46ª settimana dalla pubblicazione l'album ha ricominciato a guadagnare posti in classifica, arrivando alla 49ª settimana al 3º posto degli album più venduti in Italia. L'album, dopo quasi due anni dalla pubblicazione, continua a soffermarsi nella classifica italiana degli album più venduti arrivando a conquistare ben 97 settimane consecutive, uscendone temporaneamente e rientrando la settimana successiva alla posizione 94.
Nel gennaio 2011, in contemporanea con l'uscita del successivo album di inediti di Jovanotti, Ora, il disco è tornato nella classifica italiana al quindicesimo posto.

## Formazione
- Jovanotti - voce, pianoforte
- Saturnino - basso
- Riccardo Onori - chitarra
- Franco Santarnecchi - pianoforte, tastiera, organo Hammond, Fender Rhodes, clavinet
- Michele Canova Iorfida - tastiera, sintetizzatore, programmazione
- Alex Alessandroni Jr. - pianoforte, tastiera, sintetizzatore
- John Beasley - organo Hammond, Fender Rhodes, pianoforte
- Lenny Castro - percussioni
- Alessandro Cortini - sintetizzatore modulare
- Leonardo Beccafichi - programmazione
- Mylious Johnson - batteria
- Michael Landau - chitarra
- Ben Harper - lap steel guitar
- Robbie Shakespeare - basso
- Sly Dunbar - batteria
- Frank Marocco - fisarmonica
- Sérgio Mendes - Fender Rhodes, pianoforte
- Mike Shapiro - batteria
- Hussain Jiffry - basso
- Paul Jackson jr. - chitarra elettrica
- Kleber Jorge - chitarra acustica
- Meianoite - percussioni
- Abe Laboriel Jr. - batteria
- Cynthia Hsiang - arpa
- Valentino Corvino - violino
- Marco Tamburini - tromba
- Roberto Rossi - trombone
- Piero Odorici - sassofono tenore
- Glauco Benedetti - tuba
- Giulio Visibelli - clarinetto basso, sassofono alto, flauto
- Christian Ravaglioli - oboe, corno inglese
- Tetraktis Quartet - vibrafono, marimba

## Classifiche
| Classifica (2008) | Posizione massima |
| ----------------- | ----------------- |
| Austria           | 70                |
| Italia            | 1                 |
| Svizzera          | 4                 |

### Classifiche di fine anno
| Classifica (2008) | Posizione |
| ----------------- | --------- |
| Europa            | 39        |
| Italia            | 1         |
| Svizzera          | 55        |
| Classifica (2009) | Posizione |
| Italia            | 23        |